# Satyrus kaufmanni
Satyrus kaufmanni är en fjärilsart som beskrevs av Nicolas Grigorevich Erschoff 1874. Satyrus kaufmanni ingår i släktet Satyrus och familjen praktfjärilar. Inga underarter finns listade.